# Зинзешть
Зинзешть, Зинзешті (рум. Zânzești) — село у повіті Алба в Румунії. Входить до складу комуни Хоря.
Село розташоване на відстані 337 км на північний захід від Бухареста, 69 км на північний захід від Алба-Юлії, 56 км на південний захід від Клуж-Напоки.

## Населення
За даними перепису населення 2002 року у селі проживали 84 особи, усі — румуни. Усі жителі села рідною мовою назвали румунську.